# Пудагла
Пудагла (нем. Pudagla) — община в Германии, в земле Мекленбург-Передняя Померания входит в район Передняя Померания-Грайфсвальд и подчиняется управлению Узедом-Зюд.
Население составляет 446 человек (на 31 декабря 2013 года). Занимает площадь 13,26 км².

## История
Первое упоминание о поселении датируется 1270 годом. Князь Барним I даровал монастырю Гробе в Узедоме это поселение 14 октября 1273 года.
В 1574 году герцог Эрнст Людвиг, возвёл здесь замок для своей матери, княгини Марии Саксонской.
Пока шла Тридцатилетняя война, весь район был опустошён, а после того, как в 1648 году был подписан Вестфальский мир, все земли отошли к Шведской Померании.
После реформы 1815 года Пудагла перешла во владение к прусской Померании.
С 1990 года Пудагла входит в район Восточная Передняя Померания, а в 2011 году, после проведённых реформ, перешла в новый район Передняя Померания-Грайфсвальд.

## Галерея

Пудагла на карте района
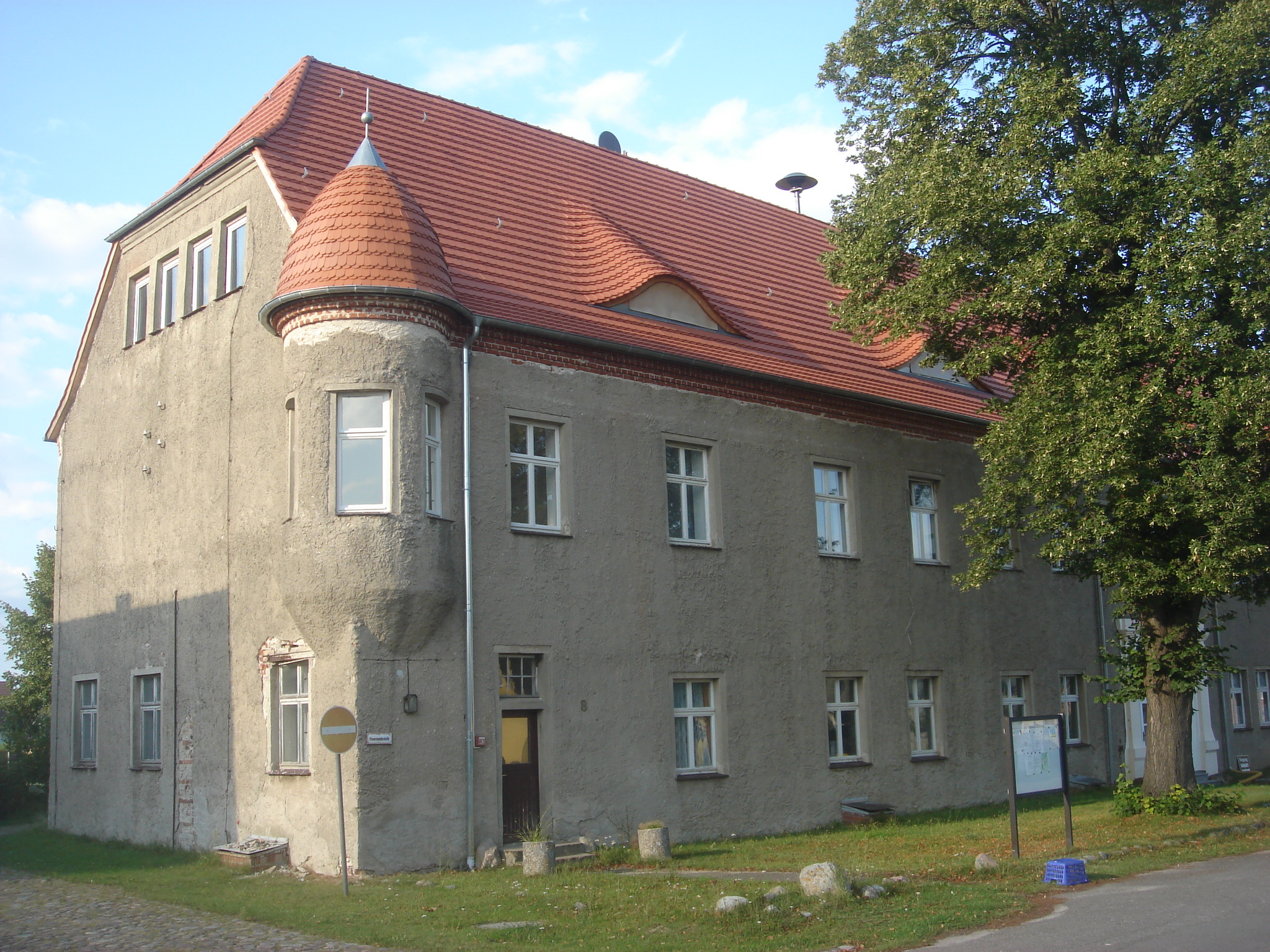
Замок
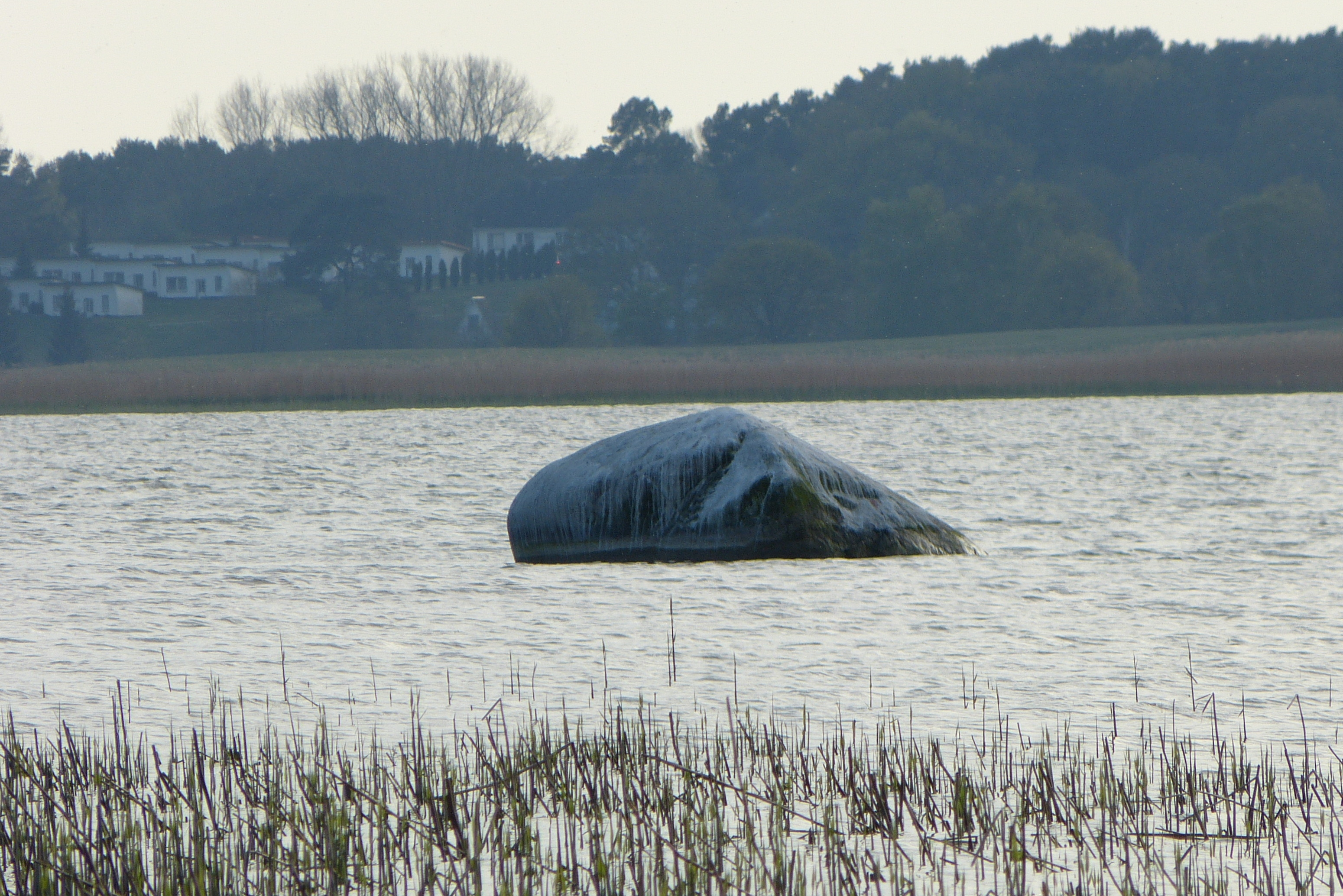
Камень дьявола
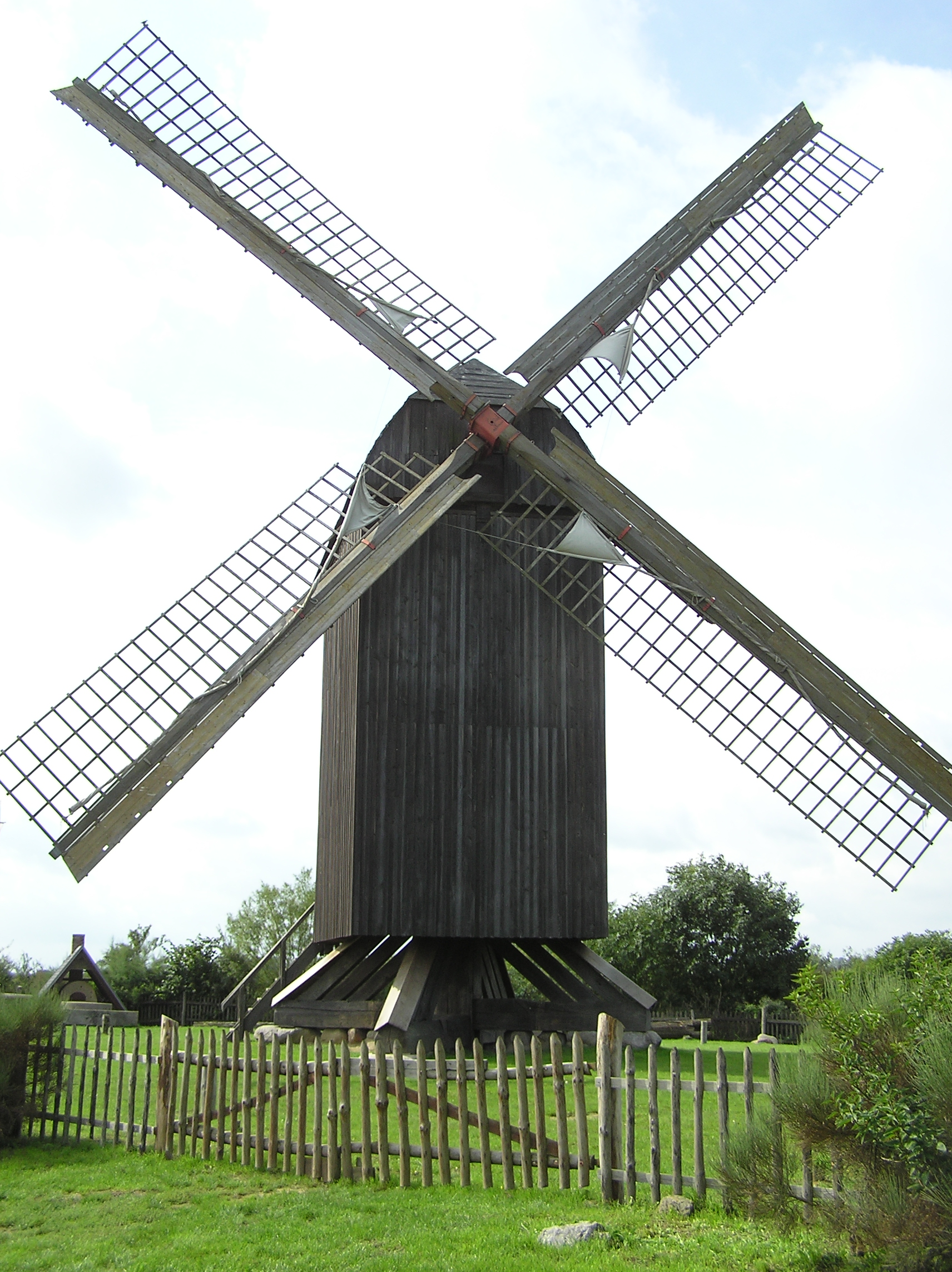
Ветряная мельница